# Bai Guang
Bai Guang (chino: 白光, pinyin: Bái Guāng, [el nombre real: Shi Yongfen 史詠芬, pinyin: Shǐ Yǒngfēn], Pekín, 1921 - Kuala Lumpur, 27 de agosto de 1999) fue una actriz y cantante china. En los años 40, se convirtió en una de las siete más famosas estrellas de la canción.

## Biografía
A edad temprana, era estudiante en la compañía teatral del Salón Beiping (北平沙龙剧团), apareciendo una vez en la obra de Cao Yu Sunrise. En 1937 se matriculó en el departamento de música de la Universidad de Tokio, hasta el advenimiento de la Segunda Guerra Mundial en 1942. Después de la escuela de teatro, su intención era convertirse en una actriz de cine. Tal como se proclama por sí misma, quería ser como los rayos de luz que salían de los proyectores cinematográficos a la pantalla grande. A través de esta metáfora es que se le dio el nombre artístico Bai Guang (白光), que se traduce como "luz blanca".
Sus canciones de mandopop se utilizaron a menudo en muchas de sus películas como banda sonora. En una época y cultura en que las voces femeninas suaves y agudas eran las preferidas, ella tenía una voz ligeramente profunda y ronca, lo que la ayudó a convertirse en una gran cantante en Shanghái, donde fue apodada la Reina de la Voz Grave.
Su carrera en el cine comenzó en 1943. Era conocida por interpretar papeles seductores debido a su imagen coqueta, y en ocasiones interpretó villanas. Prestaba a sus canciones un tono más dramático o más sexy según la canción. Algunas de sus canciones más exitosas fueron Autumm Evening, Without You, The Pretender, Revisiting Old Dreams y Waiting for You.
Después de la guerra, se mudó a Hong Kong y se unió a Great Wall Pictures. En 1949, se estrenó La mujer olvidada. Incluso el gobernador, Alexander Grantham, se declaró fan.
En 1950, cansada de las películas de baja calidad, se retiró del cine. Tras casarse con un soldado estadounidense en 1951, se mudó a Tokio y abrió con éxito un club nocturno en el distrito de Ginza en 1953. La unión no duró y regresó a Hong Kong, grabando algo de música hasta 1959, cuando se retiró definitivamente.
En 1969 se mudó a Kuala Lumpur, donde se casó con un hombre veinte años menor llamado Yan Lianglong, que también era un fan. Actuó con gran éxito en 1979 en Kaohsiung, Taiwán. Su última aparición pública fue en 1995 en los Premios de Canto chinos de los diez mejores de la televisión de Hong Kong.

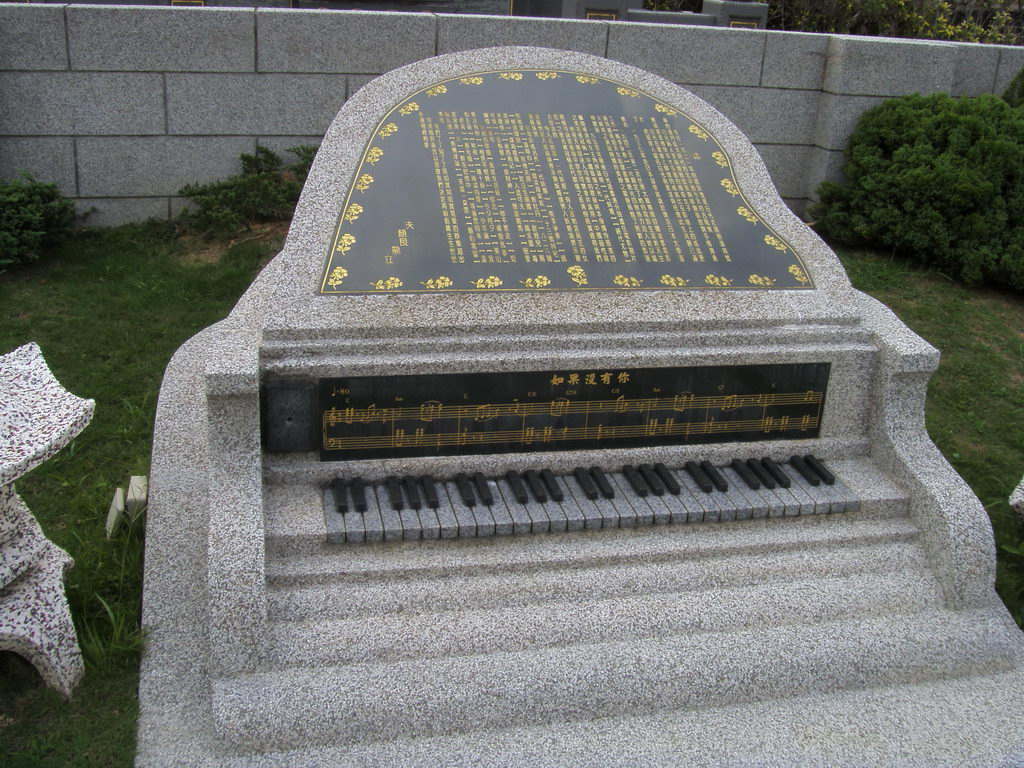
La inusual lápida en forma de piano de su tumba, con una inscripción con su biografía y la partitura de su canción "Without You" (如果沒有你).

Bai Guang murió de cáncer de colón el 27 de agosto de 1999, a la edad de 78 años, en su casa del suburbio de Damansara Heights en Kuala Lumpur. Fue enterrada en el Parque Memorial Nirvana, en una inusual sepultura con lápida en forma de piano de mármol blanco, con una inscripción en letras doradas sobre mármol negro con su biografía y la partitura de su canción Without You.

## Filmografía
- Love Peas of Southland / 红豆生南国 (1943)
- 恋之火 (1943)
- 十三号凶宅 (1947)
- Blood stained Begonia / 血染海棠红 (1949)
- A Forgotten Woman / 荡妇心 (1949)
- Songs in the Rainy Nights / 雨夜歌声 (1950)
- A Strange Women / 一代妖姬 (1950)
- Smiling Rose / 玫瑰花开
- Hours Passed the Wedding / 结婚廿四小时 (1950)
- Tears of Songstress / 歌女红菱艳 (1953)